# Lycodon travancoricus
Lycodon travancoricus är en ormart som beskrevs av Beddome 1870. Lycodon travancoricus ingår i släktet Lycodon och familjen snokar. Inga underarter finns listade i Catalogue of Life.
Denna orm förekommer i centrala och södra Indien. Arten lever i låglandet och i bergstrakter upp till 2000 meter över havet. Lycodon travancoricus vistas i torra och fuktiga skogar som kan vara städsegröna eller lövfällande. Individerna är nattaktiva och de rör sig främst på marken. Födan utgörs av skinkar, geckoödlor och groddjur. Honor lägger i april eller maj 2 till 6 ägg.
För beståndet är inga hot kända. IUCN listar arten som livskraftig (LC).